# Wielki Wóz (film)
Wielki Wóz – polski telewizyjny film wojenny z 1987, w reżyserii i według scenariusza Marka Wortmana.

## Fabuła
Akcja filmu rozgrywa się na przełomie 1942/1943 w czasie II wojny światowej w niemieckiej miejscowości Murnau am Staffelsee (Bawaria), gdzie znajduje się niemiecki obóz jeniecki-oflag pod nazwą Oflag VII A Murnau, w którym osadzeni się polscy oficerowie wzięci do niewoli po kampanii wrześniowej. Fabuła przedstawia obozowe życie codzienne i próbę ucieczki Polaków za pomocą wykonanego podkopu.
W rzeczywistości w obozie Murnau próbę ucieczki podjęła grupa młodszych oficerów, którzy do jesieni 1944 w czasie ok. 1000 godzin pracy robót ziemnych wykonali podkop o długości sięgającej ok. 40 metrów, którego początek był w przybudówce obok kuchni obozowej, a kończył się w polu pszenicy za drutami obozu.

## Obsada
- Karol Strasburger – porucznik Zygmunt Kaliński
- Kazimierz Wysota – porucznik Stanisław Szymański
- Jan Piechociński – porucznik Władysław Wieze
- Mieczysław Hryniewicz – porucznik Karol
- Jerzy Frydrych – oficer
- Grzegorz Pawłowski – oficer
- Jacek Sas-Uhrynowski – oficer
- Marek Frąckowiak – oficer
- Paweł Unrug – oficer
- Eugeniusz Karczewski – oficer
- Józef Onyszkiewicz – oficer
- Jerzy Bończak – oficer
- Ryszard Bacciarelli – oficer śpiewający kolędę
- Marek Kępiński – oficer pracujący w warsztacie krawieckim
- Bogusław Augustyn – oficer ginący w trakcie próby ucieczki
- Marek Lewandowski – oficer rozdający listy
- Tadeusz Szaniecki – generał
- Andrzej Precigs – porucznik Pęciak
- Jerzy Góralczyk – porucznik Jakub Wysocki
- Jan Janga-Tomaszewski – porucznik Szubert
- Michał Pawlicki – kapitan Szpotański
- Andrzej Mrowiec – kapitan
- Roman Kosierkiewicz – kapitan
- Andrzej Siedlecki – kapitan
- Agnieszka Kotulanka – żona Karola
- Henryk Talar – komendant oflagu
- Marek Obertyn – gestapowiec
- Jerzy Zass – strażnik Jorg
- Eugeniusz Kamiński – strażnik
- Wojciech Skibiński – polski robotnik
- Zdzisław Rychter – żołnierz idący do pracy
- Zygmunt Fok – chłop